# 滨湖普劳
滨湖普劳（德語：Plau am See，發音：[ˈplaʊ ʔam ˈzeː] ⓘ）是德国梅克伦堡-前波美拉尼亚州路德维希斯卢斯特-帕尔希姆县的城市，面积116.27平方千米，2023年12月31日人口为6,166人。